# Charigüé
Charigüé o El Charigüé es una localidad de Argentina ubicada en la isla Charigüé, sección Islas de Victoria (o distrito Isla del Pillo), departamento Victoria, provincia de Entre Ríos. Forma parte del ejido del municipio de Victoria desde la promulgación de la ley provincial N° 8855 el 30 de agosto de 1994. El caserío se desarrolla linealmente sobre la costa de un brazo del río Paraná que delimita el sur de la isla Charigüé, frente a la ciudad de Rosario, a la cual brinda servicios turísticos. 
La población de la localidad era de 90 personas en 2001 y no fue considerada localidad en el censo de 1991. En forma estable viven en la isla unas 30 o 40 familias.
El 30 de agosto de 1984 fue creado el centro rural de población de Paraje Charigüé mediante decreto 3191/1984 MGJE del gobernador Sergio Montiel, sin embargo, no fue designada una junta de gobierno y la creación no se llevó a efecto. Al promulgarse la ley n.º 8855 el 30 de agosto de 1994 el decreto fue implícitamente abrogado.
La isla cuenta con un centro cultural que tiene un museo artístico y de objetos del lugar, del cual también se hacen excursiones para conocer la zona, junto con la capilla católica de la Santísima Trinidad. Existe también una escuela de enseñanza primaria y secundaria, un centro de salud y un destacamento de la Policía de Entre Ríos. Un brazo del río Paraná la separa de El Espinillo (isla).

## Isla Charigüé
La isla Charigüé está limitada por el este por el brazo del río Paraná llamado Paraná Viejo, que la separa de la isla de la Invernada y del que se desprende el canal Lechiguana, cuya boca está a 2 km al sur del Puente Nuestra Señora del Rosario. Sobre este arroyo se encuentra la mayor parte de la población, y la separa del banco Independencia y de la isla Damas Rosarinas. A partir de la reunión del Lechiguana con el Paraná Viejo surge el riacho de los Marinos, que separa a Charigüé de la isla Castellanos. Del Paraná Viejo se desprende por el norte el arroyo Lechiguanita o San Marquitos que desagua en la laguna la Palmeña. El desagüe de esta laguna se une al arroyo Paranacito que marca con muchos meandros los límites de la isla hasta reunirse con el riacho de los Marinos tras desprender otros brazos menores.

## Proyecto De Reserva Natural
El municipio de Rosario es por donación de Carlos Deloit en la década de 1930 el propietario privado de 2204 ha de las tierras del paraje, existiendo litigios con ocupantes del lugar. Desde ese municipio se denunció la construcción ilegal de terraplenes, y se pretende preservar las tierras como entorno ecológico de humedal creando el Parque Natural Municipal El Charigüé. En 2005 las 32 parcelas de propiedad de la municipalidad de Rosario en la isla fueron mensuradas y en 2006 escrituradas. La única vinculación con la isla Charigüé es por medios fluviales.